# (300122) 2006 VW7
(300122) 2006 VW7 es un asteroide perteneciente al cinturón de asteroides, descubierto el 10 de noviembre de 2006 por el equipo del Spacewatch desde el Observatorio Nacional de Kitt Peak, Arizona, Estados Unidos.

## Designación y nombre
Designado provisionalmente como 2006 VW7.

## Características orbitales
2006 VW7 está situado a una distancia media del Sol de 3,072 ua, pudiendo alejarse hasta 3,869 ua y acercarse hasta 2,274 ua. Su excentricidad es 0,259 y la inclinación orbital 12,33 grados. Emplea 1966,88 días en completar una órbita alrededor del Sol.
Los próximos acercamientos a la órbita de Júpiter se producirán el 9 de mayo de 2052, el 20 de noviembre de 2111 y el 27 de mayo de 2171, entre otros.

## Características físicas
La magnitud absoluta de 2006 VW7 es 15,4.